# Káraný
Káraný (en allemand : Karan) est une commune du district de Prague-Est, dans la région de Bohême-Centrale, en République tchèque. Sa population s'élevait à 785 habitants en 2020.

## Géographie
Káraný se trouve sur la rive droite de l'Elbe, à 2 km au nord-ouest de Čelákovice et à 25 km au nord-est du centre de Prague.
La commune est limitée par Skorkov et Sojovice au nord, par Lysá nad Labem à l'est, par Čelákovice au sud, et par Lázně Toušeň et Nový Vestec à l'ouest.

## Histoire
La localité a été créée en 1777. Elle fournit Prague en eau potable depuis 1914.